# تپه خسروا
تپه خسروا مربوط به سده‌های اولیه، میانه و متاخر دوران‌های تاریخی پس از اسلام است و در شهرستان کبودرآهنگ، بخش مرکزی، ۱ کیلومتری شمال شهر جاده کبودرآهنگ به قبال تپه واقع شده و این اثر در تاریخ ۷ اسفند ۱۳۸۶ با شمارهٔ ثبت ۲۱۶۰۰ به‌عنوان یکی از آثار ملی ایران به ثبت رسیده است.